# Out of the Ashes
«Out of the Ashes» — третій студійний альбом фінського симфо-готик-метал-гурту Katra. Реліз відбувся 26 жовтня 2010.

## Список композицій
1. Delirium — 3:31
2. One Wish Away — 4:09
3. If There is No Tomorrow — 4:27
4. Vendetta — 4:29
5. Out of the Ashes — 4:20
6. Envy — 4:15
7. Mirror — 4:20
8. Anthem — 4:48
9. The End of the Scene — 4:32
10. Hide and Seek — 5:40

## Учасники запису
- Катра Солопуро — вокал
- Крістіан Кангасніємі — гітари
- Теему Метес'ярві — гітари
- Йоханес Толонен — бас-гітара
- Матті Ауеркалліо — ударні